# Stenodema sericans
Stenodema sericans – gatunek pluskwiaka z podrzędu różnoskrzydłych i rodziny tasznikowatych.
Gatunek ten opisany został po raz pierwszy w 1861 roku przez Franza Xavera Fiebera jako Miris sericans.
Pluskwiak o wydłużonym ciele barwy zielonej lub słomkowej. Samce osiągają od 7,6 do 8 mm, a samice od 8,5 do 8,8 mm długości ciała. Nie krótszą niż szeroką głowę cechuje podłużne wcięcie pośrodku ciemienia, przylegające do obrączki apikalnej oczy. Czułki mają pierwszy człon siedmiokrotnie dłuższy niż szeroki, u samców 1,5, a u samic 1,25 raza dłuższy niż szerokość głowy. Kolejny człon czułków jest u samców 2,4 razy dłuższy, a u samic dwukrotnie dłuższy od pierwszego. Powierzchnia tarczki jest punktowana. Półpokrywy mają zakrywkę z dwoma dobrze widocznymi komórkami w użyłkowaniu. Odnóża mają stopy o pierwszym członie nieco krótszym niż dwa następne razem wzięte. Tylną parę odnóży cechuje uda nieuzbrojone ostrogami (zębami) i niezwężone u wierzchołka.
Tasznikowaty ten bytuje na trawach.
Owad w Europie znany z Hiszpanii, Andory, Francji, Szwajcarii, Austrii, Włoch, Niemiec, Polski, Czech, Słowacji, Węgier, Ukrainy, Słowenii, Chorwacji, Bośni i Hercegowiny, Czarnogóry, Serbii, Macedonii Północnej, Rumunii, Albanii i Grecji. Zamieszkuje Pireneje, Alpy, Karpaty i góry Bałkanów. W Polsce występuje tylko w Pieninach i Tatrach.